# Fred Walton
Pour les articles homonymes, voir Walton.
Fred Walton est un réalisateur et scénariste américain né en 1949. 

## Filmographie

### comme réalisateur
- 1979 : Terreur sur la ligne (When a Stranger Calls)
- 1983 : Hadley's Rebellion
- 1986 : Week-end de terreur (April Fool's Day)
- 1987 : Confession criminelle (The Rosary Murders)
- 1988 : I Saw What You Did (téléfilm)
- 1989 : Seule dans la tour de verre (Trapped) (téléfilm)
- 1990 : Murder in Paradise (téléfilm)
- 1992 : The Price She Paid (téléfilm)
- 1992 : Homewrecker (téléfilm)
- 1993 : When a Stranger Calls Back (téléfilm)
- 1994 : Dead Air (téléfilm)
- 1995 : The Courtyard (téléfilm)
- 1996 : The Stepford Husbands (téléfilm)